# Manduca pellenia
Manduca pellenia is een vlinder uit de familie van de pijlstaarten (Sphingidae). Manduca pellenia werd in beschreven door Gottlieb August Wilhelm Herrich-Schäffer.